# Lamprogrammus
Lamprogrammus es un género de peces de la familia Ophidiidae, del orden Ophidiiformes. Este género marino fue descrito por primera vez en 1891 por Alfred William Alcock.

## Especies
Especies reconocidas del género:
- Lamprogrammus brunswigi (A. B. Brauer, 1906)
- Lamprogrammus exutus Nybelin & Poll, 1958
- Lamprogrammus fragilis Alcock, 1892
- Lamprogrammus niger Alcock, 1891
- Lamprogrammus shcherbachevi Cohen & Rohr, 1993